# Sophronica albostictipennis
Sophronica albostictipennis là một loài bọ cánh cứng trong họ Cerambycidae.